# Quint Didi
Quint Didi (llatí: Quinctus Didius) va ser un polític i militar romà que va viure al segle i aC. Formava part de la gens Dídia, una gens romana d'origen plebeu.
Va ser governador romà de Síria l'any 31 aC nomenat se suposa per Marc Antoni. Però després de la batalla d'Àccium va abandonar al seu cap i va aconseguir que els àrabs destruïssin la flota que Antoni havia fet construir al Golf Aràbic.